# .hack//Enemy
.hack//Enemy（ドットハックエネミー）は、2003年に発売されたトレーディングカードゲームである。バージニア州ノーフォークのデシファーにより開発された。デザインはマイク・レイノルズとチャック・カレンバッチ。対象年齢は12歳以上。20分でゲームは終わる。
2003年にオリジン賞のBest Tradeable Card Game部門を受賞した。

## セット
- Set 1: Contagion
- Set 2: Distortion
- Set 3: Epidemic
- Set 4: Isolation
- Set 5: Breakout